# Giỗ
Giỗ là một buổi lễ, nghi thức theo phong tục tập quán nhằm tưởng nhớ đến những người đã qua đời. Ý nghĩa của giỗ là để nhắc nhở con cháu về những người đã đi trước; gắn kết tình cảm của các thành viên trong cùng một gia đình, dòng họ, đôi khi trong cùng nghề.

## Ý nghĩa

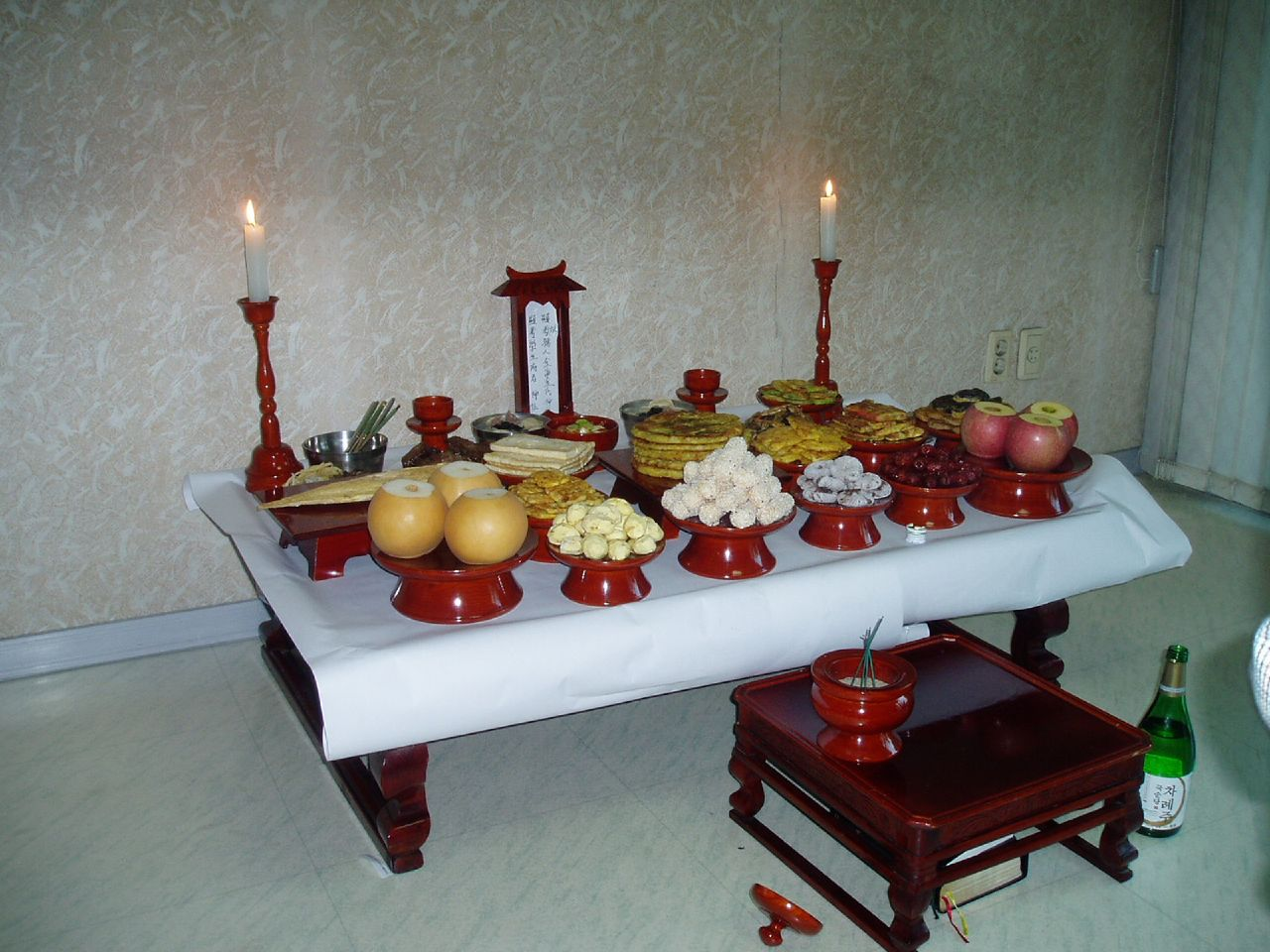
Bàn thờ tưởng nhớ tổ tiên (Jesa) của người Hàn Quốc

Cúng giỗ là một buổi lễ kỷ niệm ngày người mất qua đời quan trọng của người Việt, được tính theo Âm lịch (Người Công giáo Việt Nam thường cúng giỗ theo Dương lịch). Ngày này là ngày để thể hiện tấm lòng thủy chung, thương xót của người đang sống với người đã khuất, thể hiện đạo hiếu đối với Tổ tiên. Nhà giàu thì tổ chức làm giỗ linh đình, mời người thân trong dòng họ, bạn bè gần xa, anh em bằng hữu về dự giỗ. Nhà nghèo thì chỉ cần lưng cơm, đĩa muối, quả trứng, ba nén nhang, một đôi nến và vài món ăn giản dị cúng người mất cũng đã có lòng Thành kính đối với người đã mất. Lòng thủy chung, thương xót người đã khuất chỉ phụ thuộc vào việc con cháu phải nhớ ngày người mất để làm giỗ, không liên quan đến việc làm giỗ lớn hay nhỏ.
Thân bằng, cố hữu của những người quá cố nếu thấy lưu luyến thì đến dự giỗ theo ngày đã định sẵn từ trước, không cần phải đợi đến thiệp mời như tiệc cưới, lễ mừng, không nên có chuyện hữu thỉnh hữu lai, vô thỉnh bất đáo (有請有来, 无请不到), nghĩa là có mời thì đến, không mời không đến.

## Cách khấn trong cúng giỗ
Theo sách "Thọ Mai Gia Lễ" (tác giả là Hồ Sỹ Tân (1690-1760) hiệu Thọ Mai người làng Hoàn Hậu, huyện Quỳnh Lưu, đậu Tiến sĩ năm 1721 (năm thứ 2 triều Bảo Thái), làm quan đến Hàn lâm Thị chế) việc cúng giỗ chỉ thực hiện trong 5 đời theo phép "Ngũ đại đồng đường", đến đời thứ 6 người chịu trách nhiệm cúng giỗ sẽ mang "thần chủ" của cụ 6 đời đem đi chôn mà không thờ cũng nữa gọi là "ngũ đại mai thần chủ". Tất cả các "thần chủ" đều được sửa lại nâng lên 1 đời tính từ người chịu trách nhiệm cúng giỗ, còn về phần cụ 6 đời sẽ rước vào nhà thờ họ để khấn chung với cộng đồng Gia Tiên trong những dịp Xuân Tế hay Chạp Tổ.
- Thủy Tổ dòng họ thì cụ ông gọi là Hiển Thủy Tổ Khảo còn cụ bà gọi là Hiển Thủy Tổ Tỷ
- Từ đời thứ 2 kể từ sau Thủy Tổ đến trước Ngũ Đại tính trực tiếp từ bản thân người chịu trách nhiệm cúng giỗ
  - Nếu là đàn ông đã chết thì chỉ khấn gộp chung là Hiển Cao Tằng Tổ Khảo
  - Nếu là đàn bà đã chết thì chỉ khấn gộp chung là Hiển Cao Tằng Tổ Tỷ
- Ngũ Đại tính trực tiếp từ bản thân người chịu trách nhiệm cúng giỗ
  - Nếu kị ông đã chết thì phải khấn là Hiển Cao Tổ Khảo
  - Nếu kị bà đã chết thì phải khấn là Hiển Cao Tổ Tỷ
  - Nếu kị bác nội (anh kị nội) đã chết thì phải khấn là Hiển Cao Tổ Bá Khảo, còn kị bà bác nội (chị dâu kị nội) đã chết thì phải khấn là Hiển Cao Tổ Bá Tỷ, cũng như thế mà là kị chú nội (em kị nội) hoặc kị thím (em dâu kị nội) thì sửa chữ Bá thành chữ Thúc. Trường hợp kị cô ruột (chị hay em gái kị nội) thì bỏ các chữ Bá, Thúc đi mà thay vào đó bằng chữ Cô, các trường hợp trên nếu chết non khi chưa đến "tuổi vị thành niên" đều phải thêm chữ Mãnh đằng trước chữ Cao mà bỏ chữ Hiển và chữ Khảo đi.
- Tứ Đại tính trực tiếp từ bản thân người chịu trách nhiệm cúng giỗ
  - Nếu cụ ông đã chết thì phải khấn là Hiển Tằng Tổ Khảo
  - Nếu cụ bà đã chết thì phải khấn là Hiển Tằng Tổ Tỷ
  - Nếu cụ bác nội (anh cụ nội) đã chết thì phải khấn là Hiển Tằng Tổ Bá Khảo, còn cụ bà bác nội (chị dâu cụ nội) đã chết thì phải khấn là Hiển Tằng Tổ Bá Tỷ, cũng như thế mà là cụ chú nội (em cụ nội) hoặc cụ thím (em dâu cụ nội) thì sửa chữ Bá thành chữ Thúc. Trường hợp cụ cô ruột (chị hay em gái cụ nội) thì bỏ các chữ Bá, Thúc đi mà thay vào đó bằng chữ Cô, các trường hợp trên nếu chết non khi chưa đến "tuổi vị thành niên" đều phải thêm chữ Mãnh đằng trước chữ Tằng mà bỏ chữ Hiển và chữ Khảo đi.
- Tam Đại tính trực tiếp từ bản thân người chịu trách nhiệm cúng giỗ
  - Nếu ông nội đã chết thì phải khấn là Hiển Tổ Khảo
  - Nếu bà nội đã chết thì phải khấn là Hiển Tổ Tỷ
  - Nếu ông ngoại (trường hợp bên mẹ không còn người thừa tự) đã chết thì phải khấn là Hiển Ngoại Tổ Khảo
  - Nếu bà ngoại (trường hợp bên mẹ không còn người thừa tự) đã chết thì phải khấn là Hiển Ngoại Tổ Tỷ
  - Nếu ông bác nội (anh ông nội) đã chết thì phải khấn là Hiển Tổ Bá Khảo, còn bà bác nội (chị dâu ông nội) đã chết thì phải khấn là Hiển Tổ Bá Tỷ, cũng như thế mà là ông chú nội (em ông nội) hoặc bà thím (em dâu ông nội) thì sửa chữ Bá thành chữ Thúc. Trường hợp bà cô ruột (chị hay em gái ông nội) thì bỏ các chữ Bá, Thúc đi mà thay vào đó bằng chữ Cô, các trường hợp trên nếu chết non khi chưa đến "tuổi vị thành niên" đều phải thêm chữ Mãnh đằng trước chữ Tổ mà bỏ chữ Hiển và chữ Khảo đi.
- Nhị Đại tính trực tiếp từ bản thân người chịu trách nhiệm cúng giỗ
  - Nếu cha đẻ đã chết thì phải khấn là Hiển Khảo
  - Nếu mẹ đẻ đã chết thì phải khấn là Hiển Tỷ
  - Nếu cha vợ (trường hợp bên vợ không còn người thừa tự) đã chết thì phải khấn là Hiển Nhạc Phụ
  - Nếu mẹ vợ (trường hợp bên vợ không còn người thừa tự) đã chết thì phải khấn là Hiển Nhạc Mẫu
  - Nếu bác ruột (anh bố) đã chết thì phải khấn là Hiển Bá Khảo, còn bác dâu (chị dâu bố) đã chết thì phải khấn là Hiển Bá Tỷ, cũng như thế mà là chú ruột (em bố) hoặc thím (em dâu bố) thì sửa chữ Bá thành chữ Thúc. Trường hợp cô ruột (chị hoặc em gái bố) thì bỏ các chữ Bá, Thúc đi mà thay chữ Cô vào vị trí đó, các trường hợp trên nếu chết non khi chưa đến "tuổi vị thành niên" đều phải thêm chữ Mãnh đằng trước mà bỏ chữ Hiển và chữ Khảo đi.
  - Nếu cậu ruột (anh hoặc em trai mẹ) đã chết (trường hợp bên mẹ không còn người thừa tự) thì phải khấn là Hiển Cữu Phụ, vợ của cậu thay chữ Phụ ra chữ Mẫu. Nếu là chị mẹ thì để nguyên chữ Hiển mà thay 2 chữ sau là Bá Mẫu, còn em gái mẹ thì đổi chữ Bá thành chữ Di, chồng bá hoặc chồng gì thì đổi chữ Mẫu thành chữ Phụ là xong, tất cả những người chết trẻ khi chưa thành niên thì đảo chữ Hiển sang chữ Mãnh.
- Nhất Đại tính trực tiếp từ bản thân người chịu trách nhiệm cúng giỗ
  - Nếu anh trai đã chết thì phải khấn là Bào Huynh, trường hợp anh cùng bố khác mẹ gọi là: Thân Huynh, trường hợp anh cùng mẹ khác bố gọi là Thệ Huynh, trường hợp người anh đó chết non khi còn ở "tuổi vị thành niên" thì thêm chữ Mãnh vào trước chữ Huynh. Tương tự nếu người quá cố là em trai thì thay chữ Huynh bằng chữ Đệ, nếu là chị gái đổi thành chữ Tỷ và em gái thì sửa là chữ Muội. Còn trường hợp chị dâu (nếu chưa có con với anh mà ở vậy không tái giá) thì thay chữ Huynh bằng chữ Tẩu và em dâu thì đổi gọi thành Đệ Phụ.
  - Nếu anh con bác ruột đã chết (trường hợp bên đó vô thừa tự) thì phải khấn là Tụng Huynh, trường hợp người anh đó chết non khi còn ở "tuổi vị thành niên" thì thêm chữ Mãnh vào trước chữ Huynh, nếu là chị gái con bác ruột thì đổi chữ Huynh thành chữ Tỷ. Tương tự nếu người quá cố là em trai con chú ruột thì thay chữ Huynh bằng chữ Đệ, cũng như vậy mà là em gái thì sửa thành chữ Muội. Còn trường hợp chị dâu (nếu chưa có con với anh con bác ruột mà ở vậy không tái giá) thì thay chữ Huynh bằng chữ Tẩu và em dâu thì đổi gọi thành Đệ Phụ.
  - Nếu vợ chết trước thì chồng sẽ khấn là Hiền Thê, ngược lại vợ sẽ khấn chồng là Lương Phu
- Nghịch Cảnh
  - Nếu con trai không may chết trước cha mẹ khi đã đến tuổi thành niên mà chưa có gia đình (trong trường hợp các em còn nhỏ) thì gọi là Yểu Tử, tương tự con gái là Yểu Nữ.

Ghi chú: Tất cả những trường hợp chết chưa đến tuổi thành niên (nữ dưới 13 tuổi, nam dưới 16 tuổi) không có cúng giỗ riêng mà đều khấn chung là Thương Vong Tòng Tự.

## Những hoạt động chính
Sau khi cúng giỗ, gia đình thường dọn thức ăn vừa cúng xong để cùng ăn, coi như hưởng lộc của tiền nhân. Bạn bè thân thuộc cũng được mời đến dùng bữa, tức là đi ăn giỗ. Một biến thể của việc cúng giỗ là tục thờ "hậu" do nhà chùa hay đình làng đảm nhiệm. Trong trường hợp này người quá cố đã cúng tiền hay ruộng vào chùa hay đình để được hưởng lễ vật vào những ngày kỵ nhật. Trước khi hạ xuống, chủ nhà phải vái 3 vái ngắn (gọi là Lễ Tạ). Phải làm như vậy để tạ ơn gia tiên đã về thừa hưởng những lễ mà con cháu đã dâng lên.
Dịp này là để con cháu trong dòng họ tề tựu lại để cùng ăn giỗ, thăm hỏi tình hình lẫn nhau. Ngày Cát kỵ thường chỉ mời khách nằm gọn trong gia đình, dòng tộc đến ăn giỗ (diện mời không rộng như Tiểu Tường và Đại Tường).
Gia chủ khăn áo chỉnh tề, bước vào khấn Tổ tiên. Khách đến dự giỗ thì đặt đồ lễ lên bàn thờ, cùng gia chủ vái 4 lạy 3 vái. Sau khi gia chủ, khách khứa, bạn bè thân hữu khấn lễ xong xuôi thì đợi hết ba tuần hương thì gia chủ đứng trước bàn thờ để lễ tạ bằng ba vái ngắn rồi lấy đồ vàng mã đem đi đốt. Cuối cùng, gia chủ bày bàn để mời khách khứa ăn giỗ, để cùng ôn lại những kỷ niệm về người đã khuất đồng thời thăm hỏi về công việc lẫn nhau. Sau khi ăn giỗ xong, gia chủ hạ tất cả lễ vật trên bàn thờ, chia đều mỗi túi một hay nhiều thứ cho từng gia đình - thân khách gọi là lộc của Tổ tiên, bao gồm: hoa quả, bánh kẹo...

## Những ngày quan trọng trong cúng giỗ
Trong thờ cúng tổ tiên, có 3 ngày giỗ: Giỗ Đầu, Giỗ Hết, Giỗ Thường.

### Giỗ Đầu

#### Ý nghĩa
Giỗ Đầu gọi là Tiểu Tường (chữ Hán: 小祥), là ngày giỗ đầu tiên sau ngày người mất đúng một năm, nằm trong thời kỳ tang, là một ngày giỗ vẫn còn bi ai, sầu thảm. Thời gian một năm vẫn chưa đủ để làm khuây khỏa những nỗi đau buồn, xót xa tủi hận trong lòng của những người thân. Trong ngày Giỗ Đầu, người ta thường tổ chức trang nghiêm không kém gì so với ngày để tang năm trước, con cháu vẫn mặc đồ tang phục. Lúc tế lễ và khấn Gia tiên, những người thân thiết của người quá cỗ cũng khóc giống như ngày đưa tang ở năm trước. Nhà có điều kiện thì có thể thuê cả đội kèn trống nữa.

#### Sắm lễ
Vào ngày Giỗ Đầu, ngoài mâm lễ mặn và hoa, quả, hương, phẩm oản... thì người ta thường mua sắm rất nhiều đồ hàng mã không chỉ là tiền, vàng, mã làm bằng giấy mà còn cả các vật dụng như quần, áo, nhà cửa, xe cộ và một hình nhân. Hình nhân ở đây không có nghĩa là thế mạng cho người thật (người còn sống) mà là do nhân dân tin rằng, với phép thuật của thầy phù thủy thì hình nhân này sẽ hóa thành một người thật, xuống dưới Âm giới để hầu hạ vong linh người mất. Gia chủ sẽ đem những đồ lễ này lên bàn thờ để cúng. Cúng xong thì đem ra ngoài mộ để đốt.
Những đồ vàng mã trong ngày Tiểu Tường được gọi là mã biếu, vì khi những đồ lễ này được gửi từ cõi Dương gian xuống dưới cõi Âm ty thì người quá cố và Gia tiên không được dùng, mà phải đem những đồ lễ này đi biếu các Ác thần để tránh sự quấy nhiễu.
Sau khi lễ Tạ và hóa vàng xong, gia chủ bầy cỗ bàn mời họ hàng, khách khứa ăn giỗ. Khách đến ăn giỗ ăn mặc trang nghiêm, vẫn còn một sự bi ai, sầu thảm như ngày để tang năm trước.
Sau lễ này, người ta sẽ sửa sang lại mộ cho người quá cố, thi hài vẫn nằm dưới huyệt hung táng.

### Giỗ Hết

#### Ý nghĩa
Giỗ Hết gọi là Đại Tường (chữ Hán: 大祥), là ngày giỗ sau ngày người mất hai năm, vẫn nằm trong thời kỳ tang. Thời gian hai năm cũng vẫn chưa đủ để hàn gắn những vết thương trong lòng những người còn sống. Trong lễ này, người ta vẫn tổ chức trang nghiêm. Lúc tế lễ người được giỗ và Gia tiên, con cháu vẫn mặc đồ tang phục và vẫn khóc giống như Giỗ Đầu và ngày đưa tang, vẫn bi ai sầu thảm chẳng kém gì Giỗ Đầu. Nhà có điều kiện thì có thể thuê cả đội kèn trống nữa.

#### Sắm lễ
Vào ngày Giỗ Hết, ngoài mâm lễ mặn và hoa, quả, hương, phẩm oản... thì người ta thường mua sắm rất nhiều đồ hàng mã không chỉ là tiền, vàng, mã làm bằng giấy mà còn cả các vật dụng như quần, áo, nhà cửa, xe cộ giống như trong ngày Giỗ Đầu. Vàng mã được đốt cho người quá cố cũng nhiều hơn ngày Giỗ Đầu.
Những đồ vàng mã trong ngày Đại Tường được gọi là mã biếu, vì khi những đồ lễ này được gửi từ cõi Dương gian xuống dưới cõi Âm ty thì người quá cố và Gia tiên không được dùng, mà phải đem những đồ lễ này đi biếu các Ác thần để tránh sự quấy nhiễu.
Sau khi lễ Tạ và hóa vàng xong, gia chủ bầy cỗ bàn mời họ hàng, khách khứa ăn giỗ. Diện mời đến ăn giỗ dịp này thường đông hơn lễ Tiểu Tường, cỗ bàn cũng làm linh đình và công phu hơn. Khách đến ăn giỗ vẫn mặc đồ tang phục, vẫn còn một sự bi ai, sầu thảm như ngày để tang hai năm trước và Tiểu Tường.
Sau ngày lễ này hết hai tháng, đến tháng thứ ba người ta sẽ chọn ngày tốt để Trừ phục (còn gọi là Đàm tế) tức có nghĩa là Bỏ tang, người thân sẽ đốt hết những áo quần tang, gậy chống. Sau đó, người đang sống sẽ trở lại cuộc sống thường nhật, có thể tổ chức hay tham gia các cuộc vui, đình đám và người vợ mới có thể đi bước nữa (nếu chồng mình mất). Đây là một buổi lễ vô cùng quan trọng, vì nó là một bước ngoặt đối với người đang sống và vong linh của người đã mất.

### Giỗ Thường

#### Ý nghĩa
Giỗ Thường còn gọi là ngày Cát Kỵ (chữ Hán: 吉忌), là ngày giỗ sau ngày người mất từ ba năm trở đi. Cát kỵ nghĩa là Giỗ lành. Trong lễ giỗ này, con cháu chỉ mặc đồ thường phục, không khóc như ngày đưa ma nữa, không còn cảnh bi ai, sầu thảm, là dịp để con cháu người quá cố sum họp để tưởng nhớ người đã khuất và diện mời khách không còn rộng rãi như hai lễ Tiểu Tường và Đại Tường.
Ngày giỗ thường được duy trì đến hết năm đời. Đến sau năm đời, vong linh người quá cố được siêu thoát, đầu thai hóa kiếp trở lại nên không cần thiết phải cúng giỗ nữa mà nạp chung vào kỳ xuân tế. Nhưng quan trọng hơn là con cháu còn nhớ đến tổ tiên và người đã khuất, thể hiện lòng thành kính. Cúng giỗ không nhất thiết phải quá đắt đỏ, linh đình hay quá cầu kỳ, nhà nghèo chỉ cần có đĩa muối, bát cơm úp, quả trứng luộc thì cũng đã giữ được đạo hiếu với tổ tiên.

#### Sắm lễ
Trong lễ giỗ này, người ta thường làm cỗ bàn bình thường, có thể lớn hay nhỏ tùy từng gia đình. Người ta cũng đốt nhiều vàng mã cho người cõi âm có cái dùng như ngày Tiểu Tường và Đại Tường.
Sau khi lễ Tạ và hóa vàng xong, gia chủ bầy cỗ bàn mời họ hàng, khách khứa ăn giỗ, cùng thăm hỏi lẫn nhau và ôn lại những kỷ niệm của người đã khuất. Diện này chỉ thường mời khách gọn trong phạm vi họ hàng (không rộng như hai giỗ trước). Ngày này, khách đến ăn giỗ không còn quá đau buồn như hai lễ Tiểu Tường và Đại Tường trước, có thể mặc trang phục bình thường.

## Ngày Tiên Thường và Chính Kỵ
Trong việc cúng vào ngày Giỗ thì bao gồm gồm 2 lễ quan trọng: Lễ Tiên thường (先嘗 lễ cúng vào ngày trước ngày người chết qua đời 1 ngày), Lễ Chính kỵ (正忌 chính ngày mất).

### Ngày Cáo Giỗ
Ngày Cáo Giỗ còn được gọi là Tiên Thường là ngày giỗ trước ngày người quá cố qua đời. Trong ngày này, con cháu cúng cáo giỗ để mời người đã khuất hôm sau về hưởng giỗ, xin phép Thổ công cho phép vong hồn người được giỗ và nội ngoại cùng về hưởng giỗ cùng con cháu. Ngày cúng cáo giỗ chỉ được áp dụng đối với giỗ trọng (tức những người hàng trên hoặc ngang hàng trưởng gia như kỵ, cụ, ông, bà, cha, mẹ, chồng, vợ, anh, chị, em...) mà không cần thiết phải áp dụng đối với giỗ mọn (tức những người hàng dưới trưởng gia như con, cháu, chắt, chít...) mà chỉ cúng ngày chính giỗ. Vào ngày này, trưởng gia mang lễ ra mộ mời vong hồn về, sửa sang lại mộ phần cho ngay ngắn.
Ngày này, bàn thờ được dọn dẹp, lau chùi sạch sẽ từ sáng sớm để chuẩn bị cho việc cúng lễ Tiên Thường vào buổi chiều. Họ hàng nội ngoại thường gửi giỗ và sửa soạn để làm giỗ hôm sau. Lúc đầu sẽ cúng gia tiên và con cháu sẽ ăn uống với nhau. Phải cúng Công thần Thổ Địa trước, Gia Tiên sau. Bàn thờ lúc nào cũng hương khói nghi ngút cho đến hết lễ Chính Kỵ vào buổi sáng hôm sau.
Khi cúng, Gia chủ cần phải cúng để mời người được hưởng giỗ trước, tiếp theo mới đến mời Gia tiên nội/ngoại từ bậc cao nhất đến thấp nhất và cáo thỉnh Gia thần cùng về đây để dự tiệc Giỗ.

### Ngày Chính Giỗ
Ngày Chính Giỗ còn được gọi là Chính Kỵ là ngày mất của người được giỗ. Điều bắt buộc trong cỗ cúng là phải có bát cơm úp và một quả trứng luộc kèm gia vị (ngày nay không bắt buộc).
Gia chủ có thể mời khách khứa trong làng xóm, trong họ đến dự. Khách khi đến đều mang theo trà, cam, rượu... đến lễ giỗ. Khi khách đến thì đón đồ lễ đưa lên bàn thờ. Sau đó chủ nhà mời khách uống trà, ăn trầu hay bánh kẹo... Cỗ bàn được sắp thành từng mâm đặt trên chiếc cũi tầm, mỗi mâm có bốn hoặc sáu người ngồi ăn. Thành phần mâm cỗ gồm vài món ăn tinh khiết, thơm ngon mà chủ nhà đã chuẩn bị cùng với nước uống, bát đũa...
Những người cùng lứa tuổi, ngôi vị được ngồi vào một mâm. Đàn ông và đàn bà không nên ngồi chung. Cỗ hay được làm vào buổi trưa có khi còn được lai rai đến buổi chiều. Sau khi khách ra về hết chủ nhà lên bàn thờ thắp thêm một tuần hương, lễ tạ xin hóa vàng.
Có gia đình thường mời cả hai lễ Tiên Thường và Chính Kỵ, đôi khi lễ tiên thường đông hơn vì vào buổi chiều, khi làm xong việc thì tới nhà hàng xóm ăn giỗ tiện hơn. Có những gia đình cả hai vợ chồng được mời đến dự cả hai lễ, một người đi ăn lễ Tiên Thường và một người đi ăn lễ Chính Kỵ. Dần dần, người ta đã giản lược đi, chỉ mời khách đến dự trong một lễ nhưng vẫn cúng vàng hương, rượu trong cả hai lễ. Theo phong tục, lễ tiên thường phải cũng buổi chiều, lễ chính kỵ phải cúng buổi sáng kể cả khi đến chiều hoặc tối hôm đó mới mất.

## Gửi giỗ
Người quá cố có rất nhiều con cháu, chỉ cúng giỗ tại nhà con trai trưởng, nếu con trai trưởng mất thì làm tại nhà cháu đích tôn. Con cháu sẽ tề tựu ở nhà con trai trưởng làm giỗ. Nếu người được giỗ là hàng cao thì con cái, cháu chắt đến nhà trưởng tộc. Lễ gửi giỗ trọng hay mọn, lớn hay nhỏ thì tùy thuộc theo hoàn cảnh và mối quan hệ với người chết của từng gia đình. Con cháu sẽ là những người đóng góp nhiều nhất. Để giảm bớt gánh nặng chi phí cho trưởng chi hay trưởng họ, con cháu hay gửi giỗ bằng tiền, đồ lễ vật có giá trị khác như: vài cân hoa quả, vàng hương hoặc có thể chỉ là thẻ hương. Cũng có thể gửi giỗ theo sở thích của người mất mà gửi. Những người sống ở xa không có khả năng về dự giỗ thì cúng vọng mời vong hồn về hưởng giỗ, gửi đồ lễ cho trưởng họ. Những đồ lễ được gửi đến được trưởng tộc đem lên bàn thờ cúng hết. Khi ăn giỗ xong, con cháu được chia lộc của ông bà tổ tiên.
Làng xã cổ truyền trước năm 1945 còn có ruộng hương hỏa để góp phần lợi nhuận cho người làm giỗ.

## Tổ nghề
Là một người có công lớn đối với một nghề nào đó hoặc giúp phát triển hoặc sáng tạo ra nghề đó. Do đó được các thế hệ sau tôn trọng và suy tôn là làm người sáng lập vì đã có công tạo ra nghề, gọi là Thánh Sư. Thánh Sư chỉ là những con người bình thường, nhưng lại được người đời sau tôn thờ vì đã có công sáng tạo ra nghề, truyền lại cho các thế hệ sau.

## Thí dụ
- Giỗ tổ Hùng Vương: ca ngợi công đức của các vua Hùng, người đã có công dựng nên nước Việt theo truyền thuyết
- Giỗ tổ nghề (Thánh Sư): ca ngơi công đức và phẩm hạnh của các tổ nghề.
- Thứ Sáu Tuần Thánh: tưởng niệm cuộc Thương khó và cái chết của Chúa Giêsu Kitô
- Ngày Phật nhập Niết-bàn